# St. Laurentius (Stammham)

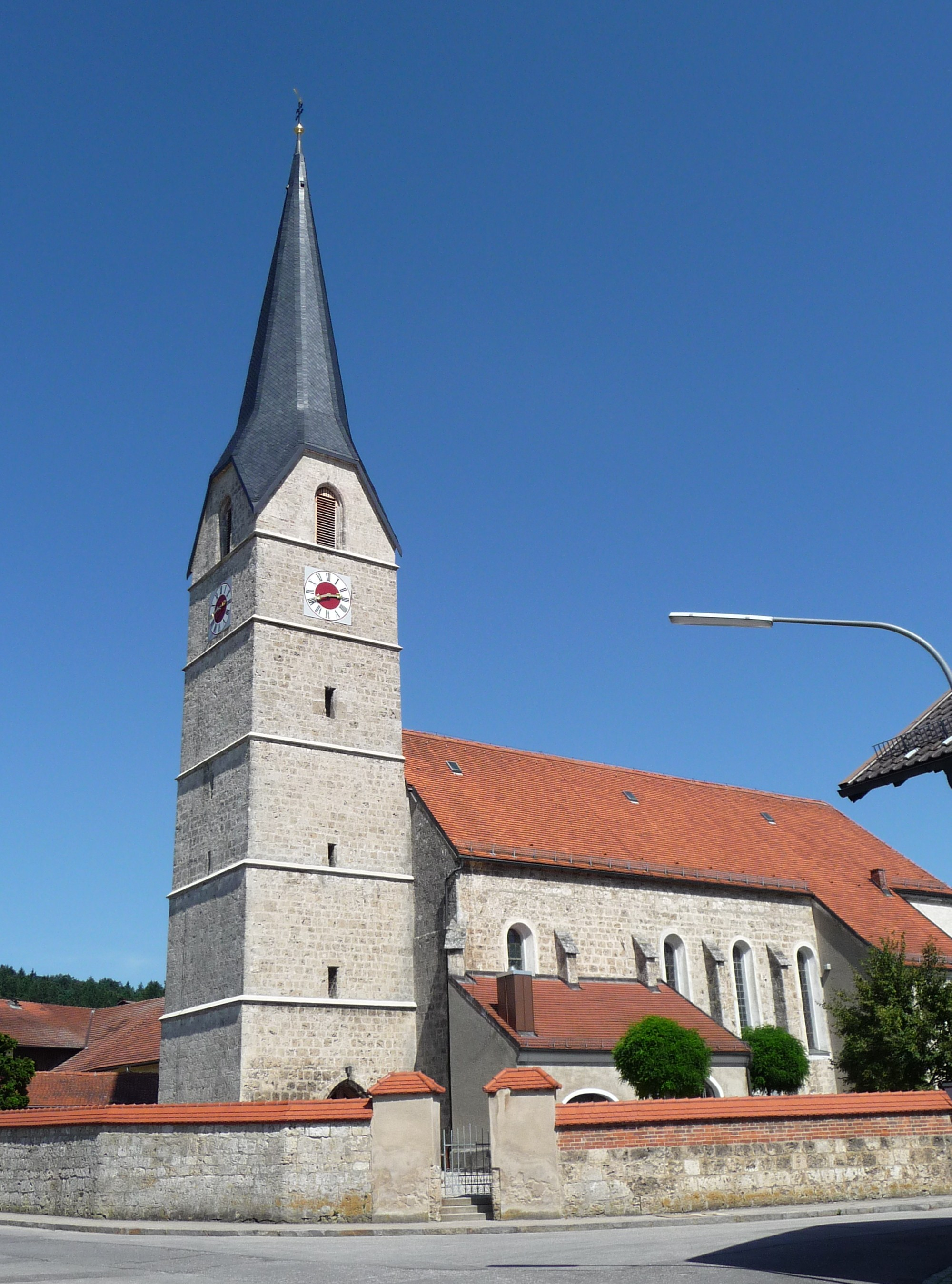
St. Laurentius in Stammham

Die römisch-katholische Pfarrkirche St. Laurentius ist ein Baudenkmal in Stammham am Inn im Landkreis Altötting.

## Geschichte
Die Pfarrei wurde erstmals im Jahr 740 erwähnt. Mit Konrad von Stammham wurde 1188 der erste Pfarrer eingesetzt. Die ursprünglich zum Erzbistum Salzburg gehörige Pfarrei unterstand ab 1817 der Diözese Freising und ab 1827 dem Bistum Passau. Das Kirchengebäude ist aus dem 15. Jahrhundert und wurde vermutlich auf noch älterem Kern erbaut. Das Langhaus wurde im 16. Jahrhundert verlängert und der Bau im 18. Jahrhundert verändert. 1904 wurde das Gotteshaus renoviert. In diesem Zuge wurde die Empore und die Orgelbühne neu erstellt und von Friedrich Merz eine neue Orgel eingebaut. Zudem wurde das Kirchenschiff ausgemalt, die Altäre neu gefasst und eine Lourdesgrotte errichtet.

## Baubeschreibung
Die Saalkirche St. Laurentius ist ein Tuffsteinbau. Der eingezogene Chor mit drei Jochen hat einen Dreiachtelschluss und dreimal abgesetzte Streben. Der Turm an der Westseite hat einen Spitzhelm mit vier Giebeln. Chor und Langhaus überspannen Stichkappentonnen, wobei die Gewölberippen entfernt wurden und im Langhaus die Vorlagen zu Wandpfeilern mit Gesimsstücken umgestaltet wurden. An den Basen sind die Ansätze der gotischen Runddienste erhalten.

## Ausstattung
Der Stuck, im Chor Bandelwerkornamentik um ein Mittelbild mit Medaillons an den Seiten, im Langhaus Bildrahmenstuck ist aus der Zeit um 1720. Die Fresken sind im Wesentlichen aus dem Jahr 1918. Die Altäre um 1638 sind schwarz-gold gefasst. Das Altarblatt  des Hochaltars zeigt das Martyrium des heiligen Laurentius. Die Seitenfiguren stellen die Heiligen Sebastian und Antonius dar. Der Rokokotabernakel ist aus der Zeit um 1750. Die gotische Sakristeitür weist reichen Beschlag auf. Im Chor finden sich Grabplatten aus dem 15. bis 17. Jahrhundert.